# Peucedanum songoricum
Peucedanum songoricum är en flockblommig växtart som beskrevs av Boris Konstantinovich Schischkin. Peucedanum songoricum ingår i släktet siljor, och familjen flockblommiga växter. Inga underarter finns listade i Catalogue of Life.